# كأس السوبر الإسباني 1982
كأس السوبر الإسباني 1982 بطولة كرة قدم إسبانية من مبارتين أقيمت يومَي 13 أكتوبر و28 ديسمبر 1982 بين ريال مدريد، بطل كأس ملك إسبانيا 1981-82 ونادي ريال سوسيداد بطل الدوري الإسباني 1981–82 وكانت أول نسخة للبطولة في التاريخ والتي حققها ريال سوسيداد للمرة الأولى والأخيرة في تاريخه بمجموع مبارتين خمسة أربع أهداف مقابل هدف.

## تفاصيل المباراتين

### مباراة الذهاب
| ريال سوسيداد | 1-0 | ريال مدريد |
| ------------ | --- | ---------- |
|              |     | ميتغود 44' |

| ريال سوسيداد | ريال مدريد |

### مباراة الإياب
| ريال مدريد | 4-0 | ريال سوسيداد                                                                         |
| ---------- | --- | ------------------------------------------------------------------------------------ |
|            |     | بيدرو أورالد 53'، 103' · روبرتو لوبيز إيفارتي 91' · خوسيه أنطونيو سالغيرو 104' (ض.ج) |

| ريال مدريد | ريال سوسيداد |